# Radomír Bubeník
Radomír Bubeník (* 29. dubna 1929) byl český a československý politik Komunistické strany Československa a poslanec Sněmovny lidu Federálního shromáždění za normalizace.

## Biografie
Ve volbách roku 1971 zasedl do Sněmovny lidu (volební obvod č. 102 - Koryčany, Jihomoravský kraj). Mandát obhájil ve volbách v roce 1976 (obvod Kroměříž). Ve Federálním shromáždění setrval do konce funkčního období, tedy do voleb v roce 1981.
V roce 1971 i 1976 se profesně uvádí jako předseda JZD.